# Saint-Cyr-sur-Loire
 Saint-Cyr-sur-Loire  es una población y comuna francesa, situada en la región de  Centro, departamento de Indre y Loira, en el distrito de Tours. Es el chef-lieu del cantón de su nombre.

## Demografía[1]
| 1 500 | 1 295 | 1 118 | 1 329 | 1 434 | 1 484 | 1 620 | 1 862 | 1 848 | 2 113 | 1 883 | 1 984 | 1 933 | 2 220 | 2 384 | 2 436 | 2 419 | 2 539 | 2 648 | 2 699 | 2 740 | 2 939 | 3 114 | 3 593 | 4 418 | 5 652 | 6 974 | 9 547 | 11 211 | 12 478 | 14 413 | 15 161 | 16 100 | 15 975 |
| Para los censos de 1962 a 1999 la población legal corresponde a la población sin duplicidades (Fuente: INSEE [Consultar]) |       |       |       |       |       |       |       |       |       |       |       |       |       |       |       |       |       |       |       |       |       |       |       |       |       |       |       |        |        |        |        |        |        |